# Sabahphrynus maculatus
Sabahphrynus maculatus is een kikker uit de familie padden (Bufonidae).
De soort werd voor het eerst wetenschappelijk beschreven door François Mocquard in 1890. De wetenschappelijke geslachtsnaam Sabahphrynus betekent 'pad van Saba' en de soortaanduiding maculatus betekent 'gevlekt'. Oorspronkelijk werd de wetenschappelijke naam Nectophryne maculata gebruikt. Het is de enige soort uit het monotypische geslacht Sabahphrynus.
Sabahphrynus maculatus komt voor in Azië en is endemisch in Maleisië. De kikker komt alleen voor op Borneo, meer specifiek de Maleisische staat Sabah. Hier is de kikker ook naar vernoemd, Sabah-phrynus betekent Sabah-pad.
Adenomus · 
Altiphrynoides · 
Amazophrynella · 
Anaxyrus · 
Ansonia · 
Atelopus · 
Barbarophryne · 
Blythophryne · 
Bufo · 
Bufoides · 
Bufotes · 
Capensibufo · 
Churamiti · 
Dendrophryniscus · 
Didynamipus · 
Duttaphrynus · 
Epidalea · 
Frostius · 
Ghatophryne · 
Incilius · 
Ingerophrynus · 
Laurentophryne · 
Leptophryne · 
Melanophryniscus · 
Mertensophryne · 
Metaphryniscus · 
Nannophryne · 
Nectophryne · 
Nectophrynoides · 
Nimbaphrynoides · 
Oreophrynella · 
Osornophryne · 
Parapelophryne · 
Pedostibes · 
Pelophryne · 
Peltophryne · 
Phrynoidis · 
Poyntonophrynus · 
Pseudobufo · 
Rentapia · 
Rhaebo · 
Rhinella · 
Sabahphrynus · 
Schismaderma · 
Sclerophrys · 
Strauchbufo · 
Truebella · 
Vandijkophrynus · 
Werneria · 
Wolterstorffina · 
Xanthophryne